# Miraculous, le film
Pour plus de détails, voir Fiche technique et Distribution.
Miraculous, le film est un film d'animation français réalisé et coécrit par Jeremy Zag, sorti en 2023.
C'est une libre adaptation de la série télévisée d'animation Miraculous : Les Aventures de Ladybug et Chat Noir. Le film suit deux adolescents parisiens, Marinette Dupain-Cheng et Adrien Agreste qui peuvent se transformer en super-héros, Ladybug et Chat Noir, respectivement. Il met en scène les débuts de leurs aventures pour protéger la ville de Paris.
Annoncé en 2018, sa production débute l'année suivante. La réalisation est confiée à Jeremy Zag, qui coécrit le film avec Bettina Lopez Mendoza. Zag est également producteur du film avec sa société ZAG Inc. via la bannière The Awakening Production. SND est chargé de la distribution et participe également en tant que coproducteur,.
Il s'agit de la seconde adaptation cinématographique d'une série d'animation de l'émission Tfou de TF1 après Totally Spies! Le Film (2009) et du deuxième film français le plus cher de l'histoire avec un budget de 80 000 000 €.
À Paris, les jeunes Marinette et Adrien vont endosser les costumes des héros Ladybug et Chat Noir. En plus des défis quotidiens de leur vie normale, ils se lancent pour devenir de véritables super-héros. Ils doivent affronter le Papillon qui rêve de créer le chaos pour détruire le monde entier avec les Miraculous de Ladybug et Chat Noir. Le pouvoir du Papillon permet de créer des héros. Mais, au lieu de créer des super-héros, il crée des super-vilains.

## Synopsis
Dans un récit de l'histoire d'origine de la série Miraculous, Marinette Dupain-Cheng, une adolescente anxieuse socialement, va à l'école en essayant d'éviter d'attirer l'attention. Bien qu'elle ait noué une amitié avec une autre étudiante, Alya Césaire, Marinette tente désespérément d'éviter la colère de Chloé Bourgeois, une fille riche. En cherchant à s'échapper, Marinette rencontre Adrien Agreste, beau garçon de sa classe, dans la bibliothèque et tombe amoureuse de lui. Adrien, émotionnellement distant des autres depuis le décès de sa mère Émilie, est également profondément affecté par cette perte. Son père, Gabriel, est également dévasté par cette tragédie et utilise le Miraculous du Papillon pour se transformer en un super-vilain nommé Papillon. Son but est de trouver les Miraculous dont il a besoin pour faire un vœu et ramener sa femme Émilie à la vie.
L'apparition du Papillon est détectée par Maître Fu, le gardien de la Miracle Box. Maître Fu décide alors de libérer les Miraculous de la Coccinelle et du Chat Noir, mais ils s'enfuient avant qu'il ne puisse les aider à trouver de nouveaux porteurs. Alors qu'un bus s'approche de lui, Marinette, toujours en fuite devant Chloé, le sauve, ce qui amène Maître Fu à réaliser qu'elle est digne du Miraculous. Marinette, le pensant sénile, se réfugie sans le savoir dans sa boutique, située dans une ruelle où elle est retrouvée par Tikki, le Kwami de la Création, tandis que Plagg, le Kwami de la Destruction, se dirige vers Adrien. Les deux adolescents deviennent Ladybug et Chat Noir et finissent par se rencontrer, travaillant ensemble pour vaincre leur premier Akumatisé, un méchant créé par le Papillon à partir d'émotions négatives.
Après le combat, Maître Fu suit les deux héros et souligne l'importance de rester ensemble. Marinette refuse initialement de continuer à être Ladybug, mais le Papillon recrute d'autres méchants qui causent des ravages lors du carnaval. Rassemblant son courage, Marinette redevient Ladybug et les bat aux côtés de Chat Noir. Les mois passent et Marinette envisage d'avouer ses sentiments à Adrien, tandis qu'Adrien envisage d'avouer les siens à Ladybug. Cependant, ignorant leurs véritables identités, aucune confession ne se passe comme prévu.
Se sentant vaincu, le Papillon s'akumatise lui-même et déclenche une apocalypse sur Paris, incitant Ladybug et Chat Noir à intervenir. Les deux héros sont submergés et Ladybug se fait arracher ses boucles d'oreilles, mais Marinette parvient à intervenir brièvement pour aider à éloigner Chat Noir du Papillon. En raison des dégâts causés par le combat, le Papillon réalise qu'Adrien est Chat Noir et arrête son saccage, s'effondrant. Adrien pardonne à son père, tandis que Ladybug rend le Miraculous du Papillon à Maître Fu avant de réparer les dommages causés à Paris.
Le bal de l'hiver arrive et Marinette s'y rend. Elle retrouve Adrien et révèle qu'elle connaît son identité, l'ayant vu se réconcilier avec son père pendant le combat. Elle révèle également sa propre identité. Les deux s'embrassent. Plus tard, Nathalie Sancœur, secrétaire des Agreste, se rend au sous-sol de leur maison, où se trouve le corps d'Émilie, portant le Miraculous du Paon.

## Fiche technique
Sauf indication contraire, les informations mentionnées dans cette section peuvent être confirmées par la base de données cinématographiques IMDb,  présente dans la section « Liens externes ».
- Titre original : Miraculous, le film
- Titre dans les autres pays francophones : Miraculous : Ladybug et Chat Noir, le film
- Réalisation : Jeremy Zag
- Scénario : Jeremy Zag et Bettina Lopez Mendoza, d'après une histoire de Jeremy Zag
- Storyboard : Karim El Mokaddem
- Montage : Yvann Thibaudeau
- Musique : Jeremy Zag
- Production : Aton Soumache, Jeremy Zag et Daisy Chang
- Société de production : The Awakening Production, SND et ON Animation Studios
- Société de distribution : SND
- Budget : 80 000 000 €
- Pays :  France
- Langue originale : Français
- Format : couleur
- Genre : animation, action, super-héros
- Dates de sortie :
  - France : 11 juin 2023 (avant-première au Grand Rex) ; 5 juillet 2023 (sortie nationale)

## Distribution
Sauf indication contraire, les informations mentionnées dans cette section peuvent être confirmées par les bases de données cinématographiques IMDb et Allociné,  présentes dans la section « Liens externes ».
- Anouck Hautbois : Marinette Dupain-Cheng / Ladybug
- Benjamin Bollen : Adrien Agreste / Chat Noir
- Antoine Tomé : Gabriel Agreste / le Papillon
- Marie Nonnenmacher : Tikki, Sabrina Raincomprix, Juleka Couffaine et Alix Kubdel
- Thierry Kazazian : Plagg et le Monstre
- Fanny Bloc : Alya Césaire
- Alexandre Nguyen : Nino Lahiffe et Kim Chiên Le
- Marie Chevalot : Chloé Bourgeois et Nathalie Sancoeur
- Martial Le Minoux : Tom Dupain, Max Kanté et Nooroo
- Gilbert Lévy : Maître Fu et Denis Damoclès
- Jessie Lambotte : Sabine Cheng, Mylène Haprèle, Rose Lavillant, Nadja Chamack et Caline Bustier
- Jeanne Chartier : Émilie Agreste
- Flora Kaprielian : La Magicienne
- Franck Tordjman : Nathaniel Kurtzberg et Ivan Bruel
Version française
  - Studio de doublage : Dubbing Brothers
  - Adaptation des dialogues : Gilles Coiffard
  - Adaptation des chansons : Virginie Acaries et Jeremy Zag
  - Direction artistique : Paolo Domingo

## Production

### Développement
Le 5 décembre 2018, il est annoncé que le film sortira en 2021. Son intrigue sera un mélange entre l'origine des personnages de l'univers et la fin de la saison 5. Le lendemain, lors du panel Miraculous à Comic Con Experience 2018, Zag confirme que le film sera une comédie musicale composée par lui-même[réf. nécessaire].
Le 16 mai 2019, lors du festival de Cannes 2019, il est confirmé que le titre anglophone sera Ladybug and Cat Noir Awakening. Il est précisé que la production du film est en cours. Le film est présenté comme une aventure fantastique romantique. Michael Gracey, le réalisateur de The Greatest Showman, a également été confirmé pour travailler sur le film. Le 7 juin 2019, Jeremy Zag dévoilait sur son Instagram, une chanson pour le film intitulé Ce mur qui nous sépare, interprétée par Lou Jean et Lennikim. Le 24 juillet 2019, un solo interprété par Lou pour le film a été révélé.
Le 12 février 2020, il a été annoncé que Fantawild est l'un des studios responsable de la création et l'animation du film. Le 22 juillet 2020, il a été annoncé que film sortirait en 2021.

### Chansons du film
Lors de l'expérience Comic Con 2018, Jeremy Zag a annoncé que le film était une comédie musicale et un long métrage composé par lui-même. Le cinéaste australien Michael Gracey a rejoint le film en tant que producteur exécutif pour aider à développer l'aspect musical.
La bande originale du film sortira le 30 juin 2023 chez Muzeek One sous le label TF1 Musique. Plus forts ensemble de Lou et Elliott est sorti en tant que premier single de l'album le 9 juin 2023. Le clip vidéo est sorti le 21 juin 2023.
Un showcase avec les voix chantantes de Ladybug et Chat Noir, Lou et Elliott, est organisé au Salon Gustave Eiffel au premier étage de la Tour Eiffel le 28 juin 2023 pour promouvoir la bande originale.
| 1.  | Si je croyais en moi                        | Lou                    | 3:13 |
| 2.  | Pour un moment avec toi                     | Elliott                | 1:39 |
| 3.  | Tu es Ladybug                               | Lou et Cerise Calixte  | 2:43 |
| 4.  | Ma Lady                                     | Elliott                | 2:11 |
| 5.  | Papillon                                    | Antoine Tomé           | 2:35 |
| 6.  | Courage en moi                              | Lou                    | 3:21 |
| 7.  | Plus forts ensemble                         | Lou et Elliott         | 4:29 |
| 8.  | Être moi                                    | Lou                    | 2:50 |
| 9.  | Now I See You                               | Lou et Drew Ryan Scott | 3:25 |
| 10. | Amis ou ennemis ?                           |                        | 1:53 |
| 11. | Seuls au monde                              |                        | 1:18 |
| 12. | Tu as changé ma vie                         |                        | 1:17 |
| 13. | Cœur brisé                                  |                        | 1:11 |
| 14. | Moment de Vérité                            |                        | 1:55 |
| 15. | Courage en moi (Version alternative)        |                        | 3:05 |
| 16. | Générique de la série (Miraculous VF Remix) | Lou et Elliott         | 2:45 |

| 1.  | La Légende du Miraculous                      | 1:17 |
| 2.  | La vie à Paris !                              | 1:49 |
| 3.  | Amis ou ennemis ?                             | 1:52 |
| 4.  | L'amour d'une vie                             | 0:52 |
| 5.  | Regrets et secrets                            | 2:05 |
| 6.  | Place aux Ténèbres                            | 1:53 |
| 7.  | Fuir                                          | 2:00 |
| 8.  | La Bague et le Chat                           | 0:40 |
| 9.  | Qui sauve une vie, sauve le monde             | 1:13 |
| 10. | Tikki, une rencontre magique                  | 1:13 |
| 11. | Le Destin de Ladybug                          | 1:37 |
| 12. | Cœur de pierre                                | 3:20 |
| 13. | Deux moitiés sont plus fortes dans l'ensemble | 2:18 |
| 14. | Secrets entre amis                            | 1:12 |
| 15. | Le Casse                                      | 0:51 |
| 16. | Le Jardin des Tuileries                       | 1:32 |
| 17. | Montagnes Russes !                            | 5:11 |
| 18. | Seuls au monde                                | 1:20 |
| 19. | Tu as changé ma vie                           | 1:18 |
| 20. | Cœur brisé                                    | 1:10 |
| 21. | L'Attaque de l'Akuma                          | 2:32 |
| 22. | Cœur brisé                                    | 1:19 |
| 23. | Derrière le masque                            | 1:55 |
| 26. | Courage en moi (Version alternative)          | 3:06 |
| 27. | Moment de vérité                              | 3:53 |
| 28. | Le Pouvoir de l'amour                         | 1:54 |
| 29. | Le Bal de l'Opéra                             | 1:22 |
| 30. | Laissez tomber les masques                    | 2:11 |

## Accueil

### Sortie et promotion
Le 9 septembre 2019, sort un teaser du clip vidéo de la chanson Ce mur qui nous sépare. Le 18 septembre 2019 sort le clip de la chanson. Le 5 octobre 2019, un teaser animé mettant en vedette Ladybug est dévoilé[source secondaire souhaitée]. Le 21 décembre 2019, il est confirmé que le film sortira vers fin 2021, selon Le Figaro. Le 18 juin 2021, au Festival d'Annecy, il a été révélé que le film avait été déplacé au premier semestre 2022. Miraculous, le film devait initialement sortir en salles en France le 3 août 2022 par SND mais a finalement été reporté au 5 juillet 2023[source secondaire souhaitée].
La campagne marketing pour le film commence le 5 décembre 2022, lorsque la bande-annonce et l'affiche teaser sont révélées par SND. La bande-annonce officielle et l'affiche de sortie en salle sont publiées le 4 avril 2023 en France, avec la bande-annonce également diffusée dans les territoires internationaux où le film est prévu en sortie cinéma. Pour les territoires où le film est distribué par Netflix, la bande-annonce est publiée le 17 mai 2023 sur les réseaux sociaux du service.

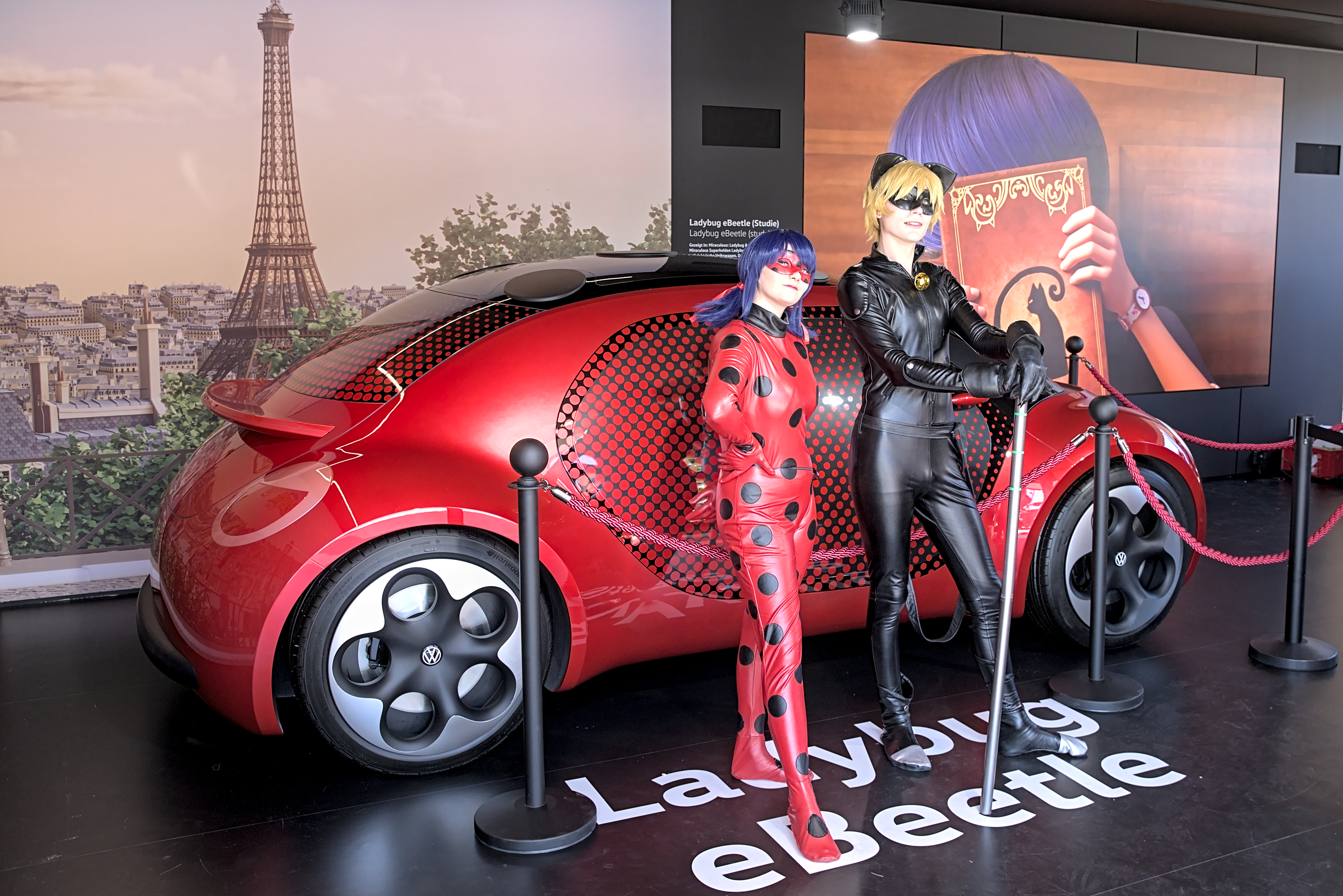
Volkswagen Ladybug Beetle

Le 12 juin 2023, il est révélé que le film présentera des voitures Volkswagen à la suite d'un accord entre le constructeur automobile allemand et ZAG Inc. Une publicité animée de Volkswagen mettant en vedette des personnages du film sera diffusée dans les cinémas pour coïncider avec la sortie. Des produits de la marque pour enfants The Swatch Group Flik Flak seront également présents dans le film, la marque lançant également une collection de montres inspirée du film.
Le 28 juin 2023, une présentation musicale sera organisée au Salon Gustave Eiffel au premier étage de la Tour Eiffel pour promouvoir le film et sa bande originale, avec les voix chantées de Ladybug et Cat Noir, Lou et Elliott. Pour coïncider avec la sortie, Playmates Toys a sorti une collection de poupées inspirée du film.
Le 4 juillet 2023, le personnage de Ladybug est interviewé au 1945 de M6 par le journaliste Xavier de Moulins.
À l'international, le film sortira simultanément en salles aux Pays-Bas et dans les régions francophones de Belgique, de Suisse et du Luxembourg. Il commencera à être diffusé dans d'autres territoires à partir du 7 juillet 2023, en commençant par l'Allemagne et les régions germanophones de la Belgique, de la Suisse et du Luxembourg. Au Québec, le film a commencé à être projeté dans une des salles du réseau Cineplex le 21 juillet 2023, à Montréal.
Dans les territoires internationaux où le film ne sera pas diffusé en salle, il sera disponible sur Netflix à partir du 28 juillet 2023.

### Box office
| Pays ou région      | Box-office                       | Date d'arrêt du box-office | Nombre de semaines |
| ------------------- | -------------------------------- | -------------------------- | ------------------ |
| France              | 1 645 127 entrées (12 443 190 $) | 18 octobre 2023            | 15                 |
| Allemagne           | 1 294 293 entrées                | 10 septembre 2023          | 10                 |
| Russie              | 3 457 006 entrées                | 7 avril 2024               | 36                 |
| Pologne             | 767 563 entrées                  | 20 août 2023               | 7                  |
| Chine               | 524 000 entrées                  | n/a                        | n/a                |
| Turquie             | 193 381 entrées                  | 3 décembre 2023            | 12                 |
| Belgique Luxembourg | 160 421 entrées                  | 18 octobre 2023            | n/a                |
| Autriche            | 144 479 entrées                  | n/a                        | n/a                |
| Pays-Bas            | 99 183 entrées                   | n/a                        | n/a                |
| Suisse              | 82 248 entrées                   | n/a                        | n/a                |
| Hongrie             | 81 843 entrées                   | n/a                        | n/a                |
| République tchèque  | 72 909 entrées                   | n/a                        | n/a                |
| Monde hors France   | 7 507 229 entrées (31 382 399 $) | en cours                   | 12                 |
| Total mondial       | 9 152 356 entrées 43 825 589 $   | 2 juin 2024                | 47                 |

En France
En France, lors de la première mondiale au Grand Rex le 11 juin 2023, le film a également été projeté simultanément dans certaines salles de cinéma, vendant 68 582 billets,. Le jour de sa sortie en France, le film bat le record d'entrées pour un premier jour pour un film d'animation français avec 318 144 entrées, en comptant les avant-premières,.
Le film atteint la barre du millions d’entrées à l’échelle nationale lors de sa troisième semaine d’exploitation.
Étranger
En Allemagne le film cumule 207 241 entrées (avant première comprise) lors de sa première semaine d’exploitation, terminant deuxième derrière Indiana Jones et le Cadran de la destinée.
Trois semaines après sa sortie en salle dans plusieurs pays d’Europe, le film cumule près d’1,3 million d’entrées hors France, dont les principaux marchés sont l’Allemagne (586 000 entrées) et la Pologne (540 000 entrées).
Le film ne sort pas en salle dans tous les pays puisqu'il est diffusé sur Netflix à partir du 28 juillet 2023 en Amérique, Asie, Océanie, Grande-Bretagne, Italie et Espagne.
Fin juillet, le film cumule 1,8 million d’entrées hors France, après un mois d’exploitation en salle dans plusieurs pays d’Europe.
Le film amasse plus de 3,7 millions d’entrées en plus à l’international lors du mois d’août grâce à notamment sa sortie en Russie où le film a dépassé la barre des 2 millions d’entrées, un record historique pour un film français. Son cumule porte donc après près de deux mois d’exploitation à plus de 5,6 millions d’entrées hors France.
Fin septembre, le cumule monde hors France atteint près de 6,3 millions d’entrées pour un total de près de 8 millions d’entrées avec les nombres d’entrées français, un record pour un film français jamais atteint depuis la pandémie.